# Meson

Negen mesonen met spin nul

Een meson is een subatomair deeltje, een hadron, dat uit een quark en een antiquark bestaat, die door de sterke kernkracht aan elkaar zijn gebonden. Tot de mesonen behoren onder andere het pion (π-meson) en het kaon (K-meson). Omdat mesonen uit quarks zijn opgebouwd behoren ze net als baryonen tot de familie van de hadronen. Mesonen hebben een heeltallige spin en vallen daarom onder de bosonen, in tegenstelling tot baryonen die een halftallige spin hebben en onder de fermionen vallen.
Mesonen zijn instabiel en vervallen na korte tijd.

## Geschiedenis
Hideki Yukawa voorspelde in 1935 het bestaan van mesonen, deeltjes zwaarder dan een elektron, maar lichter dan een proton. Zijn theorie bleek uiteindelijk incompleet, maar in 1947 werden er wel degelijk zulke deeltjes in kosmische straling ontdekt. Ze bleken de eigenschappen te hebben die Yukawa had voorspeld. 
Het nieuw ontdekte deeltje werd pi-meson of pion genoemd en komt in drie soorten voor: positief, negatief of ongeladen. De massa is ongeveer gelijk aan 270 maal die van het elektron.
Er zijn van de talloze mogelijke combinaties van een quark en een antiquark slechts een beperkt aantal gevonden die als meson zijn waargenomen.
websites
- Mesonen